# Wigbertikirche (Erfurt)

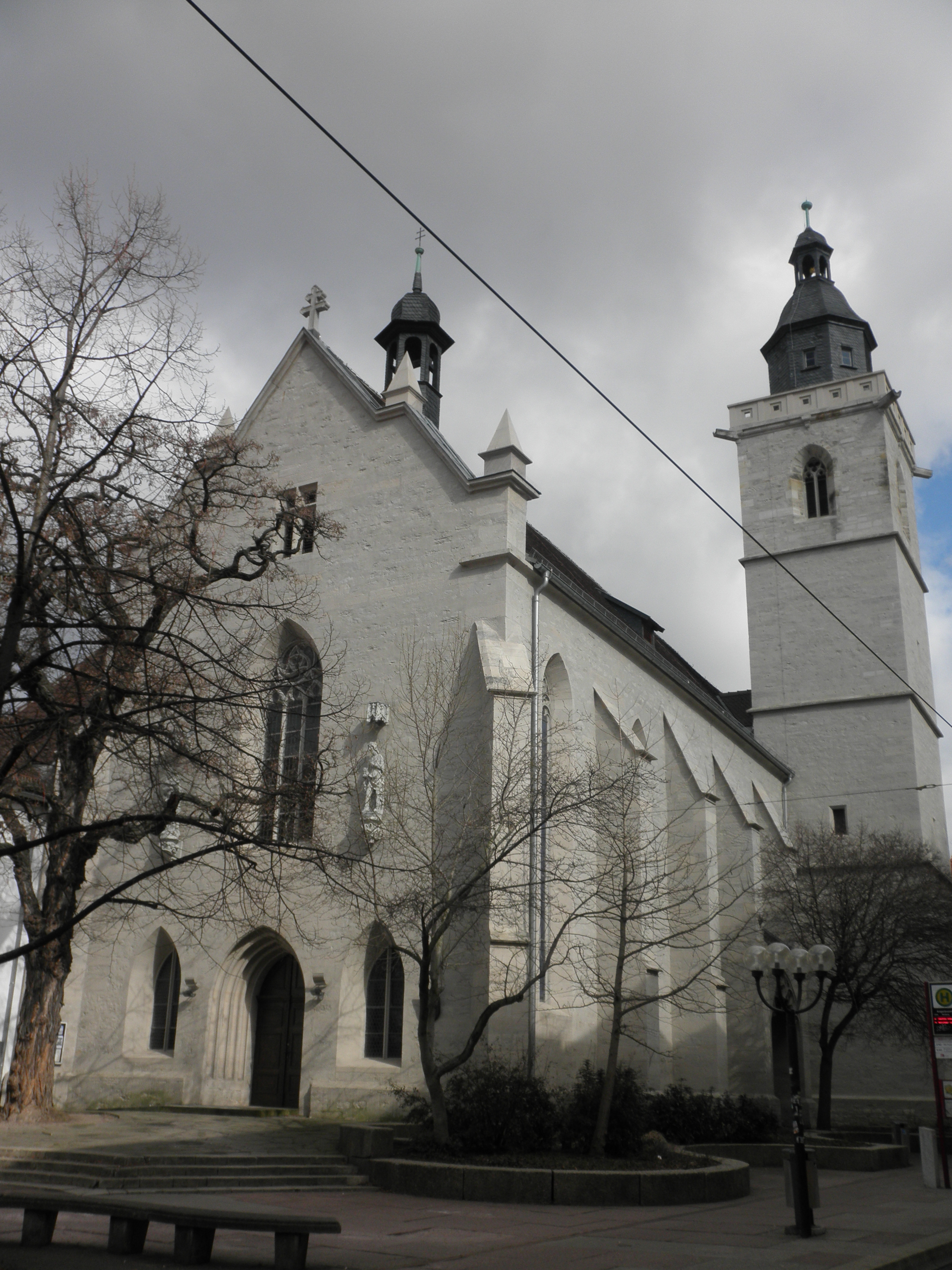
Wigbertikirche von Westen aus (2010)

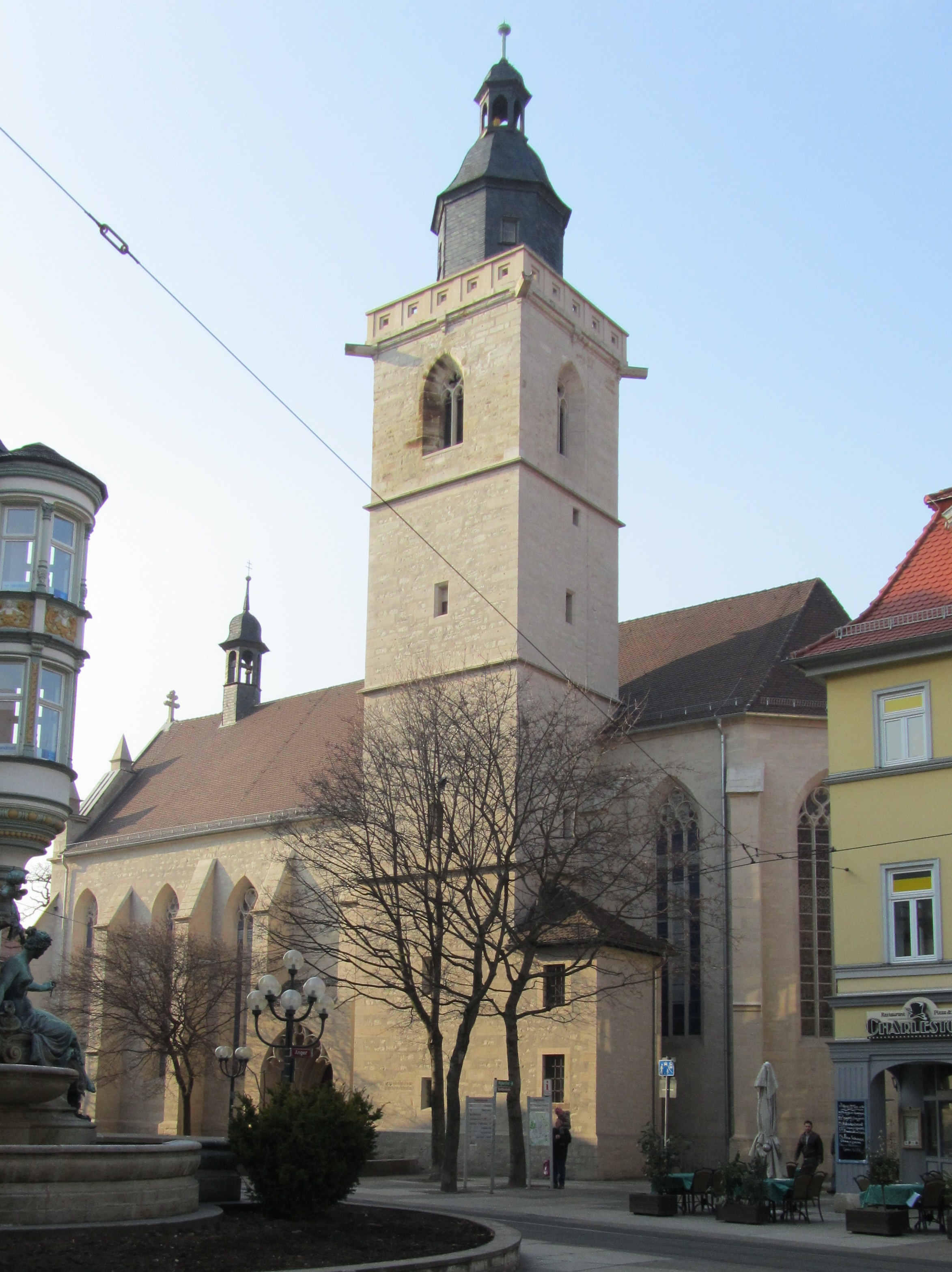
Ansicht von Osten (2010)

Die römisch-katholische Filialkirche St. Wigbert steht in der thüringischen Landeshauptstadt Erfurt. Sie ist Filialkirche der Pfarrei St. Laurentius Erfurt im Dekanat Erfurt des Bistums Erfurt. Sie trägt das Patrozinium des heiligen Wigbert.

## Geschichte
Als Pfarrei besteht St. Wigbert seit der Mitte des 10. Jahrhunderts. Die heutige spätgotische Kirche wurde 1473 geweiht. Der Patron St. Wigbert, dessen Fest am 13. August ist, war ein Gefährte des hl. Bonifatius.
In der Reformationszeit war St. Wigbert zwischen katholischen und evangelischen Gläubigen und Klerikern heftig  umstritten. Seit 1606 ist sie katholisch, mit Unterbrechung in der Schwedenzeit des Dreißigjährigen Kriegs als protestantische Garnisonskirche. Von 1651 bis 1822 war sie auch Klosterkirche des neuen Klosters der Augustinereremiten, für das diese den angrenzenden Valentinerhof zum Wigbertihof umbauten. 1699–1802 war die Kirche zudem Hof- und Begräbniskirche der kurmainzischen Statthalter, die in der benachbarten Statthalterei residierten. 1806 bis 1814 wurde das Gotteshaus von der französischen Zivil- und Militärverwaltung als Garnisonskirche genutzt.
Im Zweiten Weltkrieg wurde bei der Zerstörung der benachbarten Barfüßerkirche durch eine Luftmine am 25. November 1944 auch die Wigbertkirche beschädigt, die Fenster im Altarraum zersprangen, woraufhin die Gottesdienste nunmehr in der Sakristei stattfanden. In den 1950er und 1990er Jahren wurden Umgestaltungen des Kircheninneren und der Ausstattung durchgeführt, ab 2003 eine umfangreiche Gebäudesanierung. Seit 2005 ist der vom Innenhof her zugängliche Luftschutzkeller aus dem Zweiten Weltkrieg wieder für die Öffentlichkeit zugänglich.

## Feuerwachturm
Der heutige Turm der Kirche stammt aus dem Jahr 1409, die Turmspitze war bis 1878 einer der bewohnten Feuerwachtürme und wurde bereits 1563 zu diesem Zweck umgebaut.